# ハグロゼミ

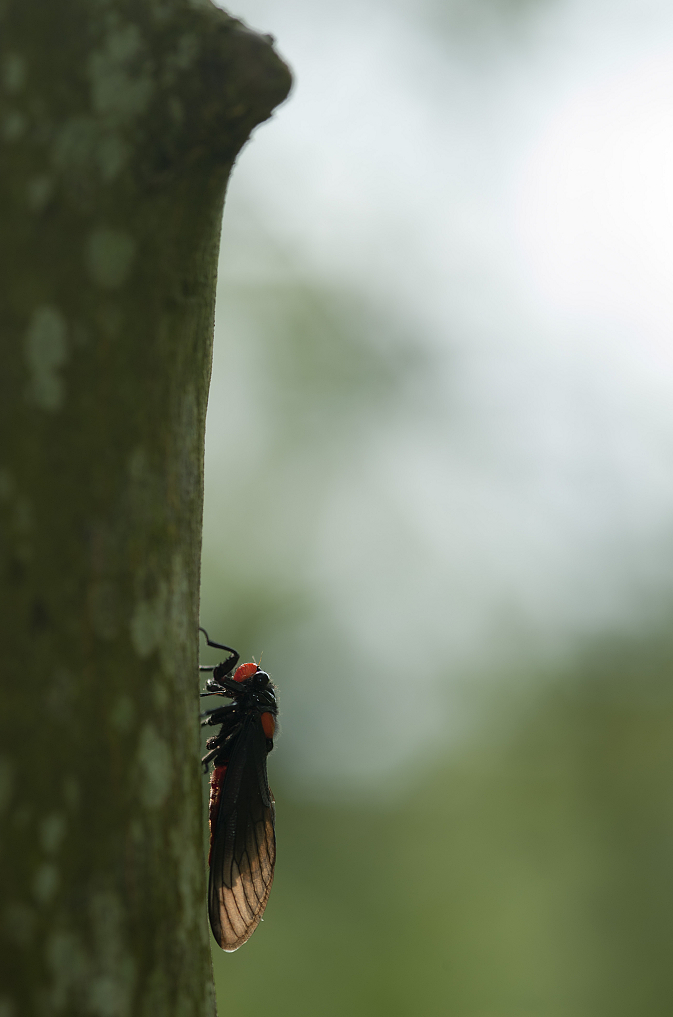
樹皮に止まるハグロゼミ

ハグロゼミ（羽黒蝉、羽黒蟬　Huechys sanguinea）は節足動物門昆虫綱半翅目セミ科チッチゼミ亜科のセミ。

## 分布
台湾が産地として有名だが、本種や、近似種などが台湾以南のインドネシアなど東南アジア一帯に生息している。

## 特徴
体長20～30mmほどの小型のセミで、形態や種類的には日本のチッチゼミに近く、和名通り翅が黒くて不透明な色合いになる。オスは「ジ-ッジジジジジッ･･････」と連続して小刻みに発音する。
体色も黒く、腹部や複眼などが赤い鮮やかな色合いになる種もいる。羽化直後には、翅は白いが、身体は燃えるように赤い。
動きが鈍く、警戒心が強い他のセミに比べて、人間が近寄っても手で掴んでも逃げる気配はないが、これは本種が体内にツチハンミョウ類やカミキリモドキ類などのような毒物のカンタリジンを含んでいる為であり、派手な身体の色合いも、その警告色を意味しているといわれる。
有毒蟬として有名ではあるが、本種をすり潰して、漢方薬の紅娘子に利用する場合もある。

## 種類
以下の種類に分けられる。
- H. s. hainanensis
- H. s. philaemata
- H. s. suffusa
- H. s. wuchangensis